# Felix Hacker
Felix Hacker (28 agosto 1999) è uno sciatore alpino austriaco.

## Biografia
Specialista delle prove veloci originario di Linz e fratello di Pirmin, a sua volta sciatore alpino, Felix Hacker, attivo dal novembre del 2015, in Coppa Europa ha esordito il 19 dicembre 2018 a Obereggen in slalom speciale, senza completare la prova, e ha conquistato il primo podio il 31 gennaio 2023 a Orcières in supergigante (2º); ha debuttato in Coppa del Mondo 29 dicembre dello stesso anno a Bormio nella medesima specialità (38º) e l'11 gennaio 2024 ha conquistato la prima vittoria in Coppa Europa, a Saalbach-Hinterglemm ancora in supergigante. Non ha preso parte a rassegne olimpiche o iridate.

## Palmarès

### Coppa del Mondo
- Miglior piazzamento in classifica generale: 111º nel 2025

### Coppa Europa
- Miglior piazzamento in classifica generale: 4º nel 2025
- 10 podi:
  - 5 vittorie
  - 3 secondi posti
  - 2 terzi posti

#### Coppa Europa - vittorie
| Data             | Località                | Paese   | Specialità |
| ---------------- | ----------------------- | ------- | ---------- |
| 11 gennaio 2024  | Saalbach-Hinterglemm    | Austria | SG         |
| 11 dicembre 2024 | Santa Caterina Valfurva | Italia  | DH         |
| 12 dicembre 2024 | Santa Caterina Valfurva | Italia  | DH         |
| 17 gennaio 2025  | Pass Thurn              | Austria | DH         |
| 20 gennaio 2025  | Reiteralm               | Austria | SG         |

Legenda:

DH = discesa libera

SG = supergigante

### Campionati austriaci
- 1 medaglia:
  - 1 bronzo (discesa libera nel 2023)